# Иктидозаври
Иктидозаврите (Tritheledontidae) са семейство животни, живели от горния триас до средната юра (преди 228 до 161 милиона години).
Те са дребни цинодонти, достигащи на дължина 10 до 20 cm. В морфологично отношение силно наподобяват бозайниците, за които се смята, че са еволюирали от тях или от техни близки родственици. Хранели са се главно с насекоми и дребни животни. Находки от иктидозаври за открити в Южна Америка и Южна Африка и е възможно те да са населявали само древния суперконтинент Гондвана.

## Родове
- Riograndia
- Подсемейство Thritheledontinae
  - Chalimia
  - Diarthrognathus
  - Elliotherium
  - Irajatherium
  - Pachygenelus
  - Trithelodon